# Гаджиев, Мухтар Гаджи оглы
Мухтар Гаджи оглы Гаджиев (азерб. Muxtar Hacı oğlu Hacıyev) (1876—1938) — азербайджанский общественный деятель. Председатель АзЦИК (1921—1922).

## Биография
Родился в 1876 году в Газахском районе Елизаветпольской губернии.
Образование начальное. Член ВКП(б).  
С 12 февраля 1920 года — член ЦК КП(б) Азербайджана. 
C 19 мая 1921 года по 28 апреля 1922 года — председатель ЦИК Азербайджанской ССР. 
До ареста 30 июня 1937 года являлся арбитром Народного комиссариата земледелия Азербайджанской ССР.
Проживал в Баку на ул. Кагановича, д. 14.
30 июня 1937 года арестован. Приговорён ВКВС СССР 21 апреля 1938 года по обвинению в участии в контрреволюционной террористической организации. 21 апреля 1938 года расстрелян.
Реабилитирован 4 апреля 1956 года. Похоронен на Коммунарке.